# Cot Tunong (Glumpang Tiga)
Cot Tunong is een bestuurslaag in het regentschap Pidie van de provincie Atjeh, Indonesië. Cot Tunong telt 460 inwoners (volkstelling 2010).